# Ozero Bogdanovskoje (sjö i Belarus, Vitsebsks voblast, lat 54,86, long 29,65)
Ozero Bogdanovskoje (ryska: Озеро Богдановское) är en sjö i Belarus.   Den ligger i voblasten Vitsebsks voblast, i den nordöstra delen av landet, 170 km nordost om huvudstaden Minsk. Ozero Bogdanovskoje ligger 140 meter över havet. Arean är 1,3 kvadratkilometer. Den sträcker sig 2,6 kilometer i nord-sydlig riktning, och 3,6 kilometer i öst-västlig riktning.
I omgivningarna runt Ozero Bogdanovskoje växer i huvudsak blandskog. Runt Ozero Bogdanovskoje är det glesbefolkat, med 16 invånare per kvadratkilometer.